# Sukamandi (Merek)
Sukamandi is een bestuurslaag in het regentschap Karo van de provincie Noord-Sumatra, Indonesië. Sukamandi telt 378 inwoners (volkstelling 2010).